# Сенаторы от департамента Эна
В соответствии с законодательством Франции избрание сенаторов осуществляется коллегией выборщиков, в которую входят депутаты Национального собрания, члены регионального и генерального советов, а также делегаты от муниципальных советов. Количество мест определяется численностью населения. Департаменту Эна в Сенате выделено 3 места. В случае, если от департамента избирается 3 и более сенаторов, выбор осуществляется среди списков кандидатов по пропорциональной системе с использованием метода Хэйра. Список кандидатов должен включать на 2 имени кандидата больше, чем число мандатов, и в составе списка должны чередоваться мужчины и женщины.
В выборах сенаторов 2020 года участвовали 5 списков кандидатов и 1728 выборщиков.

## Результаты выборов 2020 года
|  | Лидер списка     | Политическая направленность                                  | Получено голосов | %     | Кол-во мест | +/- (к 2014 г.) |
|  | ---------------- | ------------------------------------------------------------ | ---------------- | ----- | ----------- | --------------- |
|  | Антуан Лефевр    | Республиканцы                                                | 720              | 42,43 | 2           | 0               |
|  | Пьер-Жан Верзлен | Разные правые                                                | 495              | 29,17 | 1           | 1               |
|  | Жан-Жак Тома     | Социалистическая партия Коммунистическая партия Разные левые | 313              | 18,44 | 0           | -1              |
|  | Николя Бертен    | Национальное объединение                                     | 143              | 8,43  | 0           | 0               |
|  | Этьен Купен      | Прочие                                                       | 26               | 1,53  | 0           | 0               |

## Результаты выборов 2014 года
|  | Лидер списка   | Политическая направленность | Получено голосов | %     | Кол-во мест | +/- (к 2008 г.) |
|  | -------------- | --------------------------- | ---------------- | ----- | ----------- | --------------- |
|  | Антуан Лефевр  | Союз за народное движение   | 845              | 49,82 | 2           | 0               |
|  | Ив Додиньи     | Социалистическая партия     | 546              | 32,19 | 1           | 0               |
|  | Франк Бриффо   | Национальный фронт          | 167              | 9,85  | 0           | 0               |
|  | Йан Рюдер      | Левый фронт                 | 52               | 3,07  | 0           | 0               |
|  | Поль Жиронд    | Демократическое движение    | 41               | 2,42  | 0           | 0               |
|  | Доминик Журден | Европа Экология Зелёные     | 24               | 1,42  | 0           | 0               |
|  | Максим Губе    | Прочие                      | 19               | 1,12  | 0           | 0               |
|  | Ив Жернигон    | Прочие                      | 2                | 0,12  | 0           | 0               |

## Сенаторы (2020-2026)
- Антуан Лефевр (Республиканцы), мэр Лана
- Паскаль Грюни (Республиканцы), бывший депутат Национального собрания Франции и Европейского парламента
- Пьер-Жан Верзлен (Разные правые), первый вице-президент Совета департамента Эна, мэр Креси-сюр-Сер

## Сенаторы (2014-2020)
- Антуан Лефевр (Союз за народное движение), мэр Лана
- Паскаль Грюни (Союз за народное движение), бывший депутат Национального собрания Франции и Европейского парламента
- Ив Додиньи (Социалистическая партия), президент Генерального совета департамента Эна

## Сенаторы (2008-2014)
- Антуан Лефевр (Союз за народное движение), мэр Лана
- Пьер Андре (Союз за народное движение), мэр Сен-Кантена
- Ив Додиньи (Социалистическая партия), президент Генерального совета департамента Эна